# Výškové kormidlo

Znázornění funkce výškového kormidla

Výškové kormidlo (angl. elevator) je pohyblivá součást řídících prvků letadla, umístěná na zadní hraně vodorovných ocasních ploch, případně vodorovných ploch umístěných vpředu. Pomocí výškového kormidla může pilot letadla ovládat sklon stroje ve směru letu a tím měnit výšku.

## Umístění
- Vedle nejčastějšího umístění výškového kormidla na vodorovné ocasní ploše vzadu je používána i tzv. kachní koncepce letadla, kdy vodorovné plochy s výškovým kormidlem jsou naopak umístěny vpředu (ve směru letu).
- Letouny s designem tzv. „delta křídel“ (např. F-102 Delta Dagger nebo stealth letoun F-117A Nighthawk) mají tzv. elevony (blending elevator a aileron), které jsou umístěny na hlavních křídlech a nikoli na vodorovné ocasní ploše.
- Některá lehká a řada nadzvukových letounů klasické i kachní koncepce má celopohyblivé vodorovné řídící plochy (v angličtině zkracované jako stabilator (blending slov stabilizer a elevator), které postrádají statickou část.

## Princip
V případě změny polohy klapky výškového kormidla se změní také způsob proudění vzduchu obtékajícího vodorovné ocasní plochy. Podle toho se mění i aerodynamické síly působící na tyto plochy. Pokud dojde ke zvýšení vztlaku na vodorovné ocasní ploše (klapky dolů), záď letadla se zvedne, přičemž dojde naopak k poklesu vztlaku na hlavních nosných plochách letadla (křídlech) a letadlo začne klesat. V případě snížení vztlaku na VOP (klapky nahoru) naopak záď poklesne a u křídel dojde ke zvýšení náběhu, které (ovšem pouze do určitého stupně vychýlení) vede k většímu vztlaku na křídlech, letadlo poté stoupá (pokud má dostatečnou rychlost k udržení vztlaku).
U letadel s vodorovnými plochami vpředu nebo u „Delta křídel“ to působí přesně naopak, pro stoupání letadla je potřeba zvýšit vztlak na těchto plochách.
Klapky výškového kormidla u „delta křídel“ často působí zároveň jako směrové kormidlo, kdy pro změnu směru dochází k opačnému vychýlení klapek na obou křídlech:
- obě klapky nahoru – zvýší se vztlak na obou křídlech a letadlo stoupá
- obě klapky dolu – sníží se vztlak na obou křídlech a letadlo klesá
- pravá klapka dolu, levá nahoru – sníží se vztlak na pravém křídle (a to se přitom přibrzdí), zvýší na levém, letadlo zatáčí vpravo
- pravá klapka nahoru, levá dolu – zvýší se vztlak na pravém křídle, sníží na levém (to se přitom přibrzdí) a letadlo zatáčí vlevo